# 24062 Hardister
24062 Hardister è un asteroide della fascia principale. Scoperto nel 1999, presenta un'orbita caratterizzata da un semiasse maggiore pari a 2,2510023 UA e da un'eccentricità di 0,1140028, inclinata di 5,51181° rispetto all'eclittica.